# BRP Datu Kalantiaw (PS-76)
El BRP Datu Kalantiaw (PS-76) fue el primero de los tres destructores de escolta de la clase Cannon que sirvieron en la Armada de Filipinas, junto con el BRP Datu Sikatuna (PS-77/PF-5) y el BRP Rajah Humabon (PS-78/PF-11). También fue el buque insignia de la Armada de Filipinas desde 1967 hasta 1981. El buque había servido anteriormente en la En 1943, la Marina de los Estados Unidos durante la Segunda Guerra Mundial como USS Booth (DE-170).

## Hundimiento

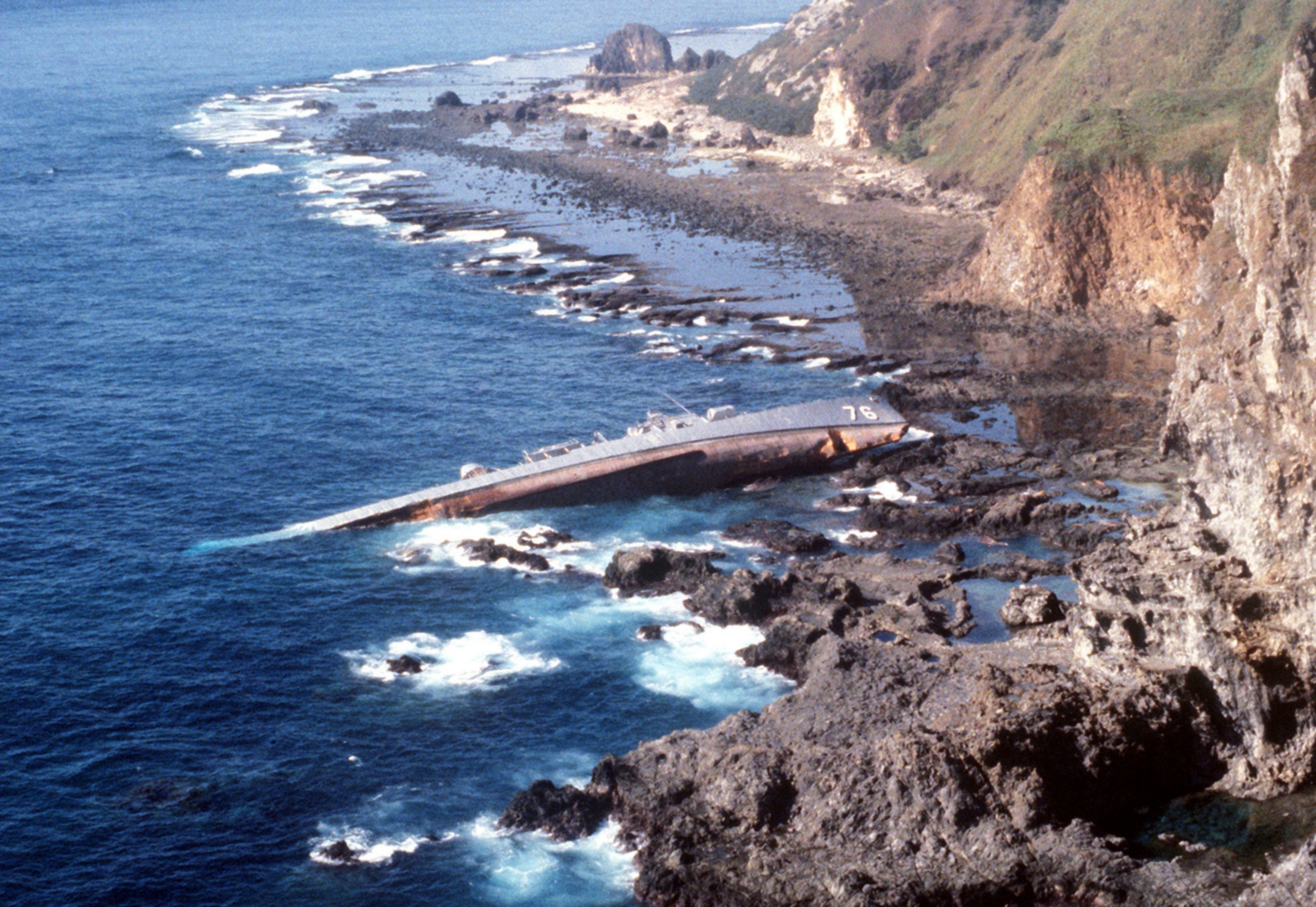
El BRP Datu Kalantiaw se hundió en la costa de la isla de Calayan

El Datu Kalantiaw siguió sirviendo bajo la bandera filipina hasta que el tifón Clara lo hizo encallar el 21 de septiembre de 1981 en la rocosa costa norte de la isla de Calayan, en el norte de Filipinas. El buque de municiones USS Mount Hood, cuando se acercaba a la bahía de Subic ese día, programado para un período de mantenimiento, recibió órdenes de "ponerse en marcha de nuevo esa tarde para coordinar las operaciones de rescate" en el lugar de la tragedia. 
En consecuencia, el Mount Hood, trabajando en conjunto con unidades de la Armada filipina "en un entorno meteorológico muy adverso", recuperó 49 cuerpos en dos días de operaciones y, finalmente, zarpó hacia Manila para entregarlos a las autoridades filipinas; los rescatadores ya no oían golpes en el interior del barco que yacía sobre sus extremos de travesaño donde Clara lo había arrojado. 
Poco después, el contralmirante Simeon Alejandro, oficial de bandera al mando de la Armada filipina, "hizo un emotivo discurso a los oficiales y hombres del Mount Hood a la llegada del barco a Manila", registra el historiador de la armada auxiliar, "agradeciendo a cada hombre por su participación en la misión y ofreciendo la gratitud de la nación filipina al capitán y la tripulación". Un relato contemporáneo calificó la pérdida del Datu Kalantiaw como "uno de los peores desastres en la historia de la Armada filipina", pereciendo 79 de los 97 hombres de la tripulación.

## Galería

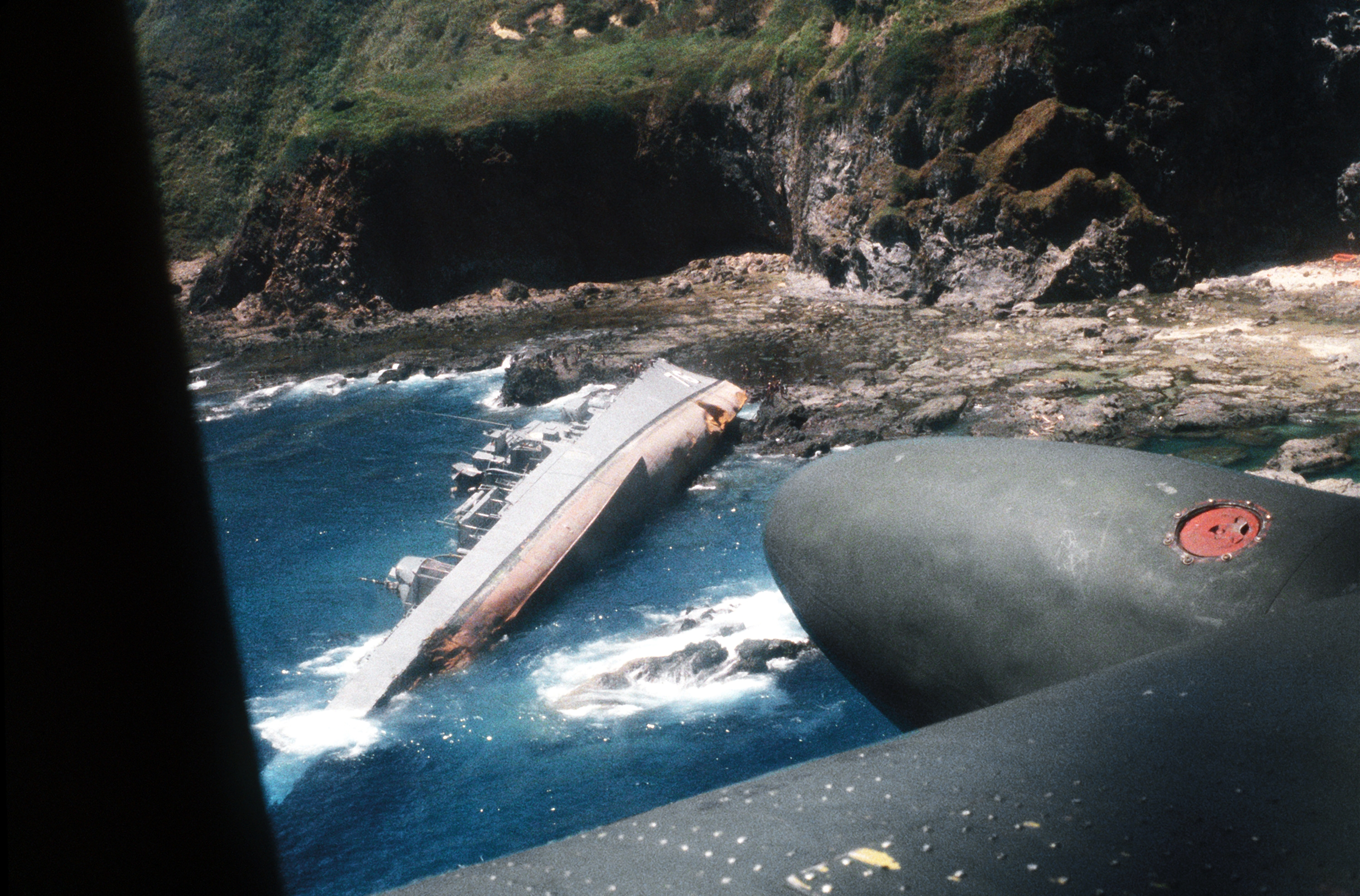
Vista aérea del destructor de escolta filipino volcado BRP Datu Kalantiaw durante las operaciones de rescate del Servicio de Recuperación y Rescate Aeroespacial del Comando de Transporte Aéreo Militar.
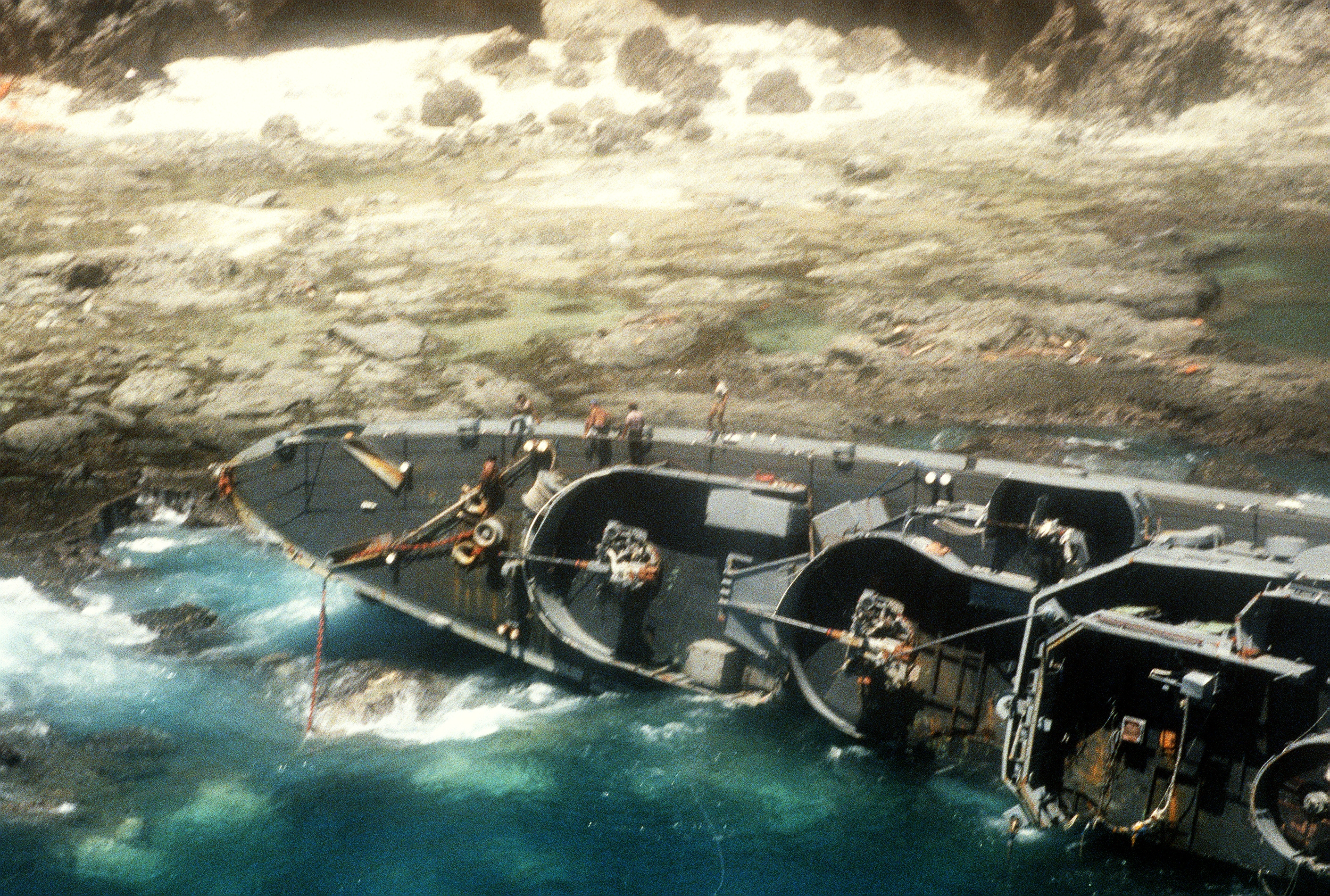
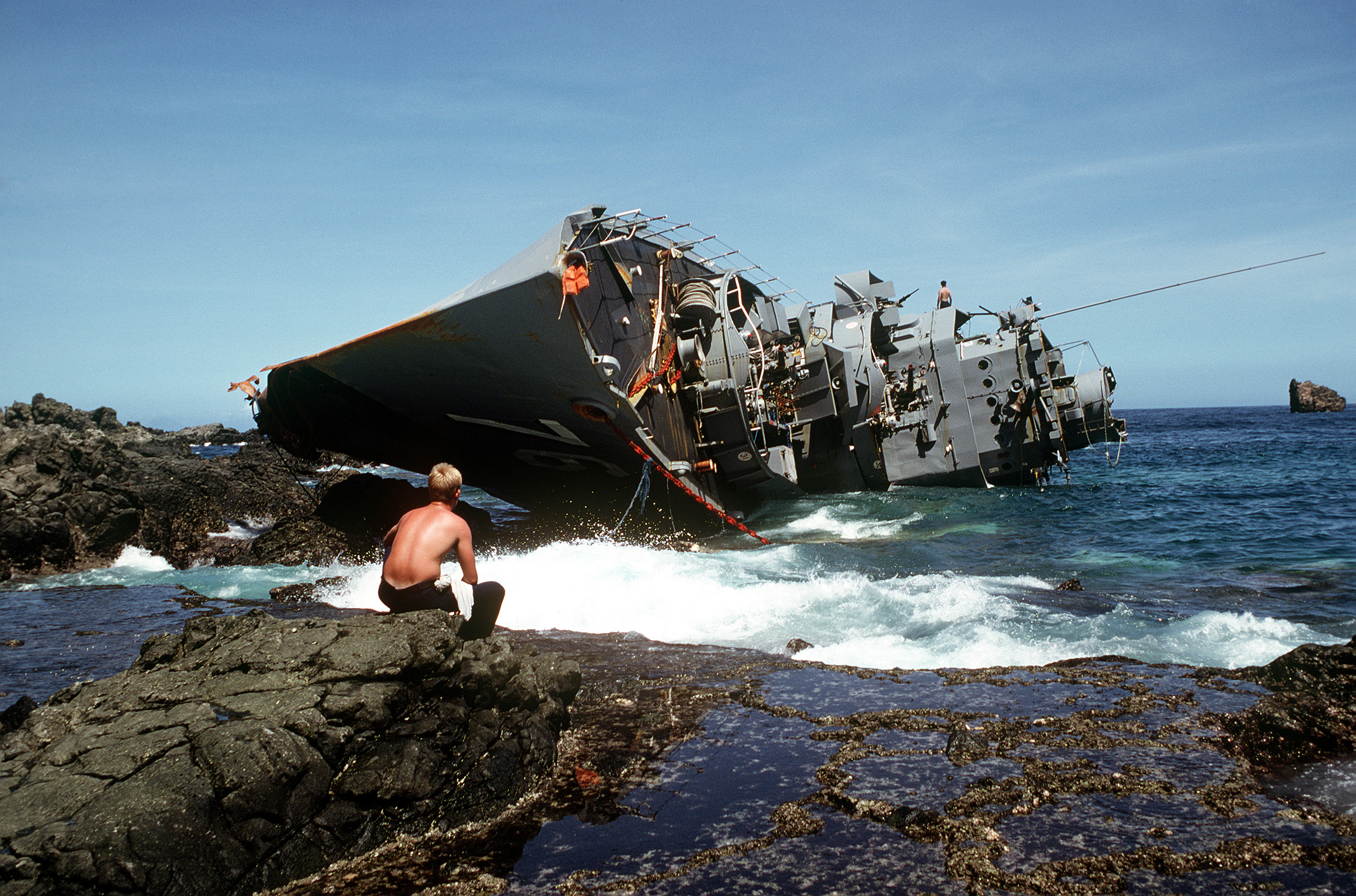
Vista del destructor de escolta filipino BRP Datu Kalantiaw, que volcó